# 百年未有之大变局

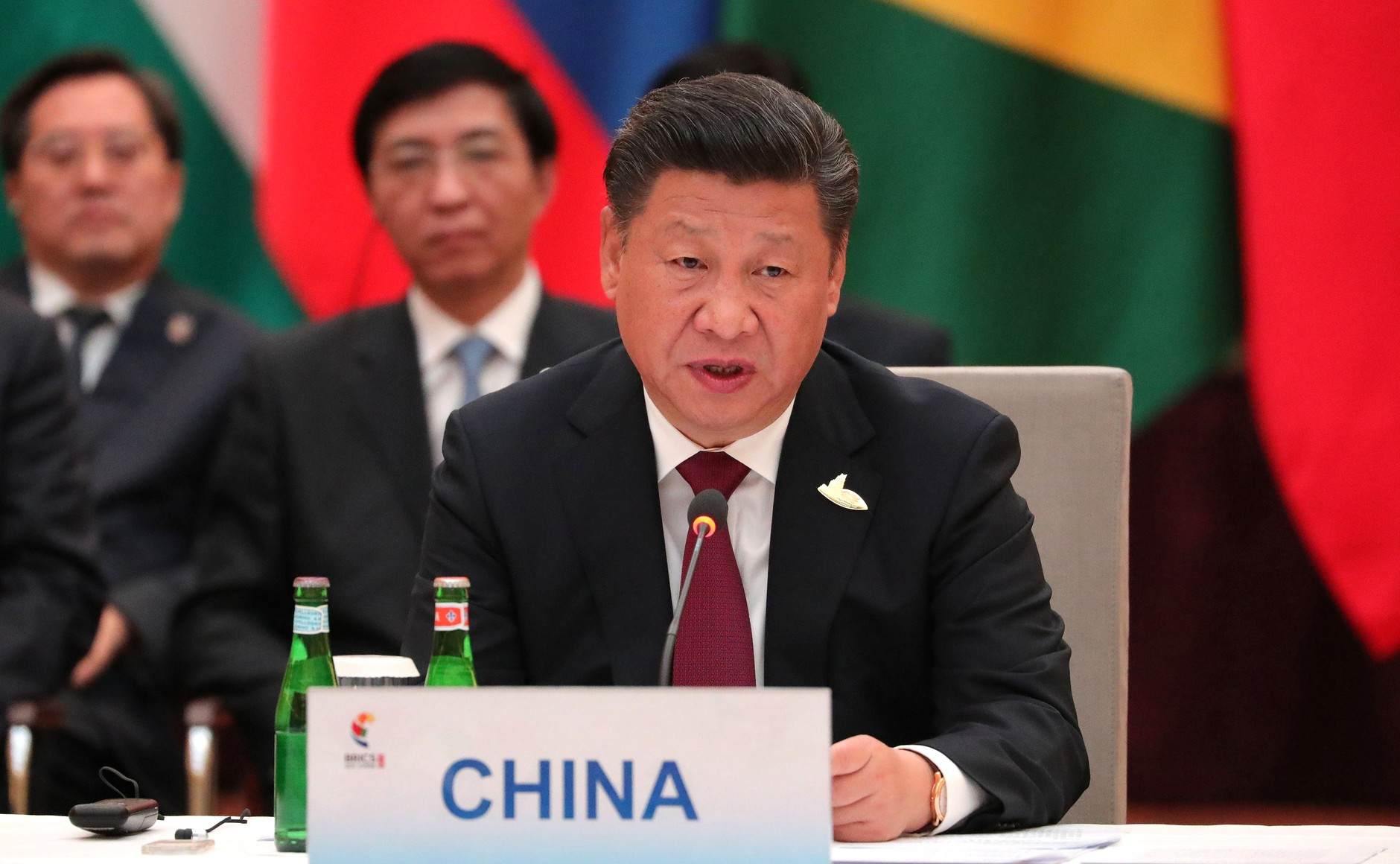
中共中央总书记习近平

百年未有之大变局是中共中央總書記習近平提出的一个政治术语，一般指21世纪的世界地缘政治、经济发展、文化发展、治理体系等格局和环境较以往由美西方引领的单极世界已经开始发生重大变化。中华人民共和国官方对此大变局的相关描述则有其具備的一个鲜明特征，就是「东升西降」的趋势不可逆转，美国霸权会瓦解，世界会转向多极并立。习近平当局认为在2019冠状病毒病疫情爆发后加剧了这些变化，因为疫情在中国爆发以后，中国政府长期采取严格的“清零政策”应对，曾经有效控制疫情。

## 沿革
2017年12月28日，中共中央总书记、国家主席、中央军委主席习近平在出席2017年度驻外使节工作会议时提出“百年未有之大变局”这一论断。在2018年6月中央外事工作会议上，习重申：“当前中国处于近代以来最好的发展时期，世界处于百年未有之大变局”。在2019年中华人民共和国领导人新年贺词中，习近平再次指出，“放眼全球，我们正面临百年未有之大变局”。
2021年2月20日，正值中国共产党建党100周年前夕，习近平在党史学习教育动员大会上以“是党中央立足党的百年历史新起点……和世界百年未有之大变局”作为开场白。

## 评论
《北京之春》荣誉主编胡平认为这一概念可能来自于澳大利亚前总理陆克文2012年发表的一篇文章。该文章称，世界很快会迎来一个历史时刻，即自英王乔治三世以来，第一次一个非西方、非民主的国家成为世界第一大经济体。
全国社会保障基金理事会副理事长陈文辉认为，应对百年未有之大变局的关键在于做好中国自己的事情。

## 引用来源
1. ↑  . 新华网.   [2021-04-29]. （原始内容存档于2021-05-01）.
2. ↑  .   [2022-08-11]. （原始内容存档于2022-08-11）.
3. ↑  . 中国新闻网.   [2021-04-29]. （原始内容存档于2021-05-01）.
4. ↑  儲百亮. . 紐約時報中文網. 2021-03-04  [2022-04-12]. （原始内容存档于2022-07-01）.
5. ↑  阮宗泽著. . 杭州：浙江人民出版社. 2019.05: 67. ISBN 978-7-213-09270-1.
6. ↑  高晓虹主编. . 北京：中国传媒大学出版社. 2019.05: 128. ISBN 978-7-5657-2476-3.
7. ↑  程勤主编. . 北京：东方出版社. 2019.04: 27–28. ISBN 978-7-5207-0939-2.
8. ↑  . 共产党员网.   [2021-05-12]. （原始内容存档于2021-11-19）.
9. ↑  . 美国之音.   [2023-03-30]. （原始内容存档于2023-03-30） （中文）.
10. ↑  金融一线. . finance.sina.com.cn. 2023-03-18  [2023-03-30]. （原始内容存档于2023-03-31）.